# Leucopodella bipunctipennis
Leucopodella bipunctipennis är en tvåvingeart som först beskrevs av Hull 1942.  Leucopodella bipunctipennis ingår i släktet Leucopodella och familjen blomflugor.
Artens utbredningsområde är Paraguay. Inga underarter finns listade i Catalogue of Life.